# Talga River
Der Talga River ist ein Fluss im Nordwesten des australischen Bundesstaates Western Australia. Er liegt in der Region Pilbara.

## Geographie
Der Fluss entspringt an den Osthängen des Mount Edgar und fließt nach Nordwesten. Er unterquert die Rippon Hills Road und mündet bei Eginbah in den Coongan River.
Der Talga River führt in seinem Oberlauf den größten Teil des Jahres kein Wasser. Der Yandicoogina Creek, der aus Süden zufließt und mit 55,1 Kilometern zugleich der längste Nebenfluss ist, liefert das ganze Jahr über Wasser.

### Nebenflüsse mit Mündungshöhen
Er hat folgende Nebenflüsse:
- Bishop Creek – 245 m
- Dyke Creek – 233 m
- Eastward Creek – 207 m
- Granite Creek – 202 m
- Dingo Creek – 188 m
- Yandicoogina Creek – 181 m
- Brockman Creek – 154 m
- Garden Creek – 151 m
- Eight Mile Creek – 136 m